# اپرا (متروی پاریس)
اپرا (انگلیسی: Opéra) یکی از ایستگاه‌های خط ۳ و خط ۷ و خط ۸ است که در نزدیکی اپرا گارنیه واقع شده و در سال ۱۹۰۴ تأسیس شده‌است. در سال ۲۰۱۹ میلادی ۱۰٬۵۰۱٬۳۵۷ مسافر از این ایستگاه استفاده کرده‌اند.

## نگارخانه

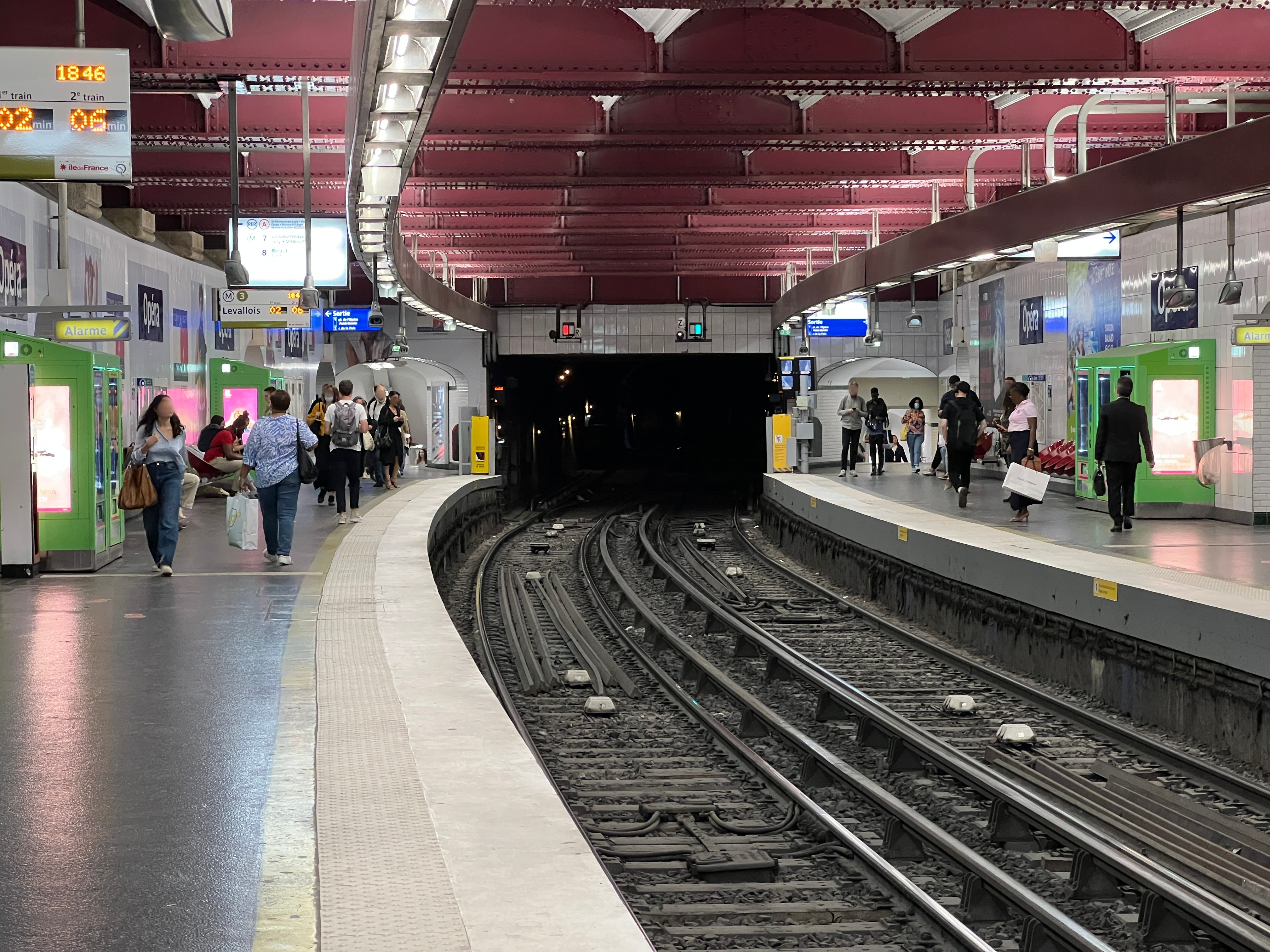
سکو خط ۳ متروی پاریس
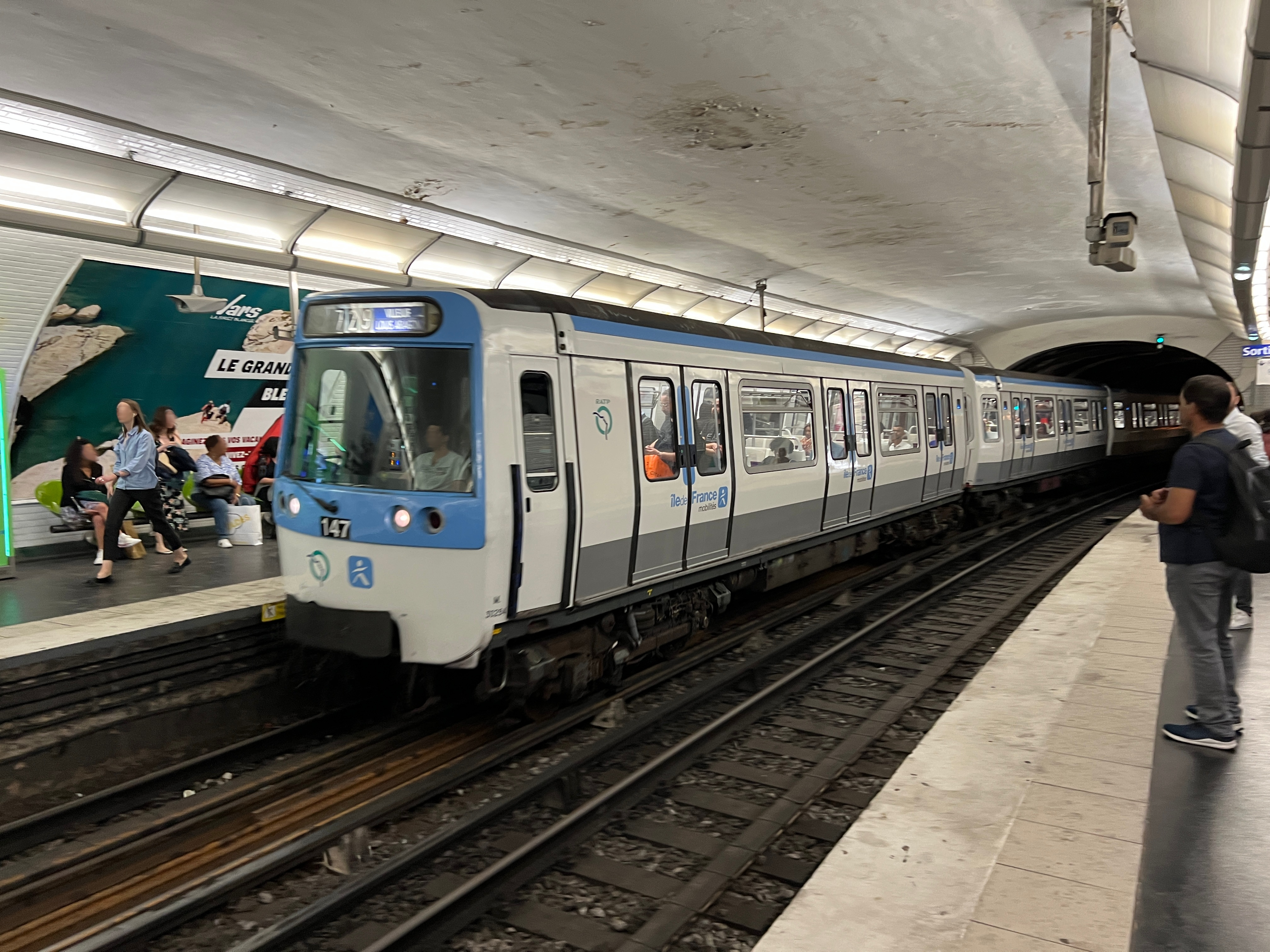
سکو خط ۷ متروی پاریس
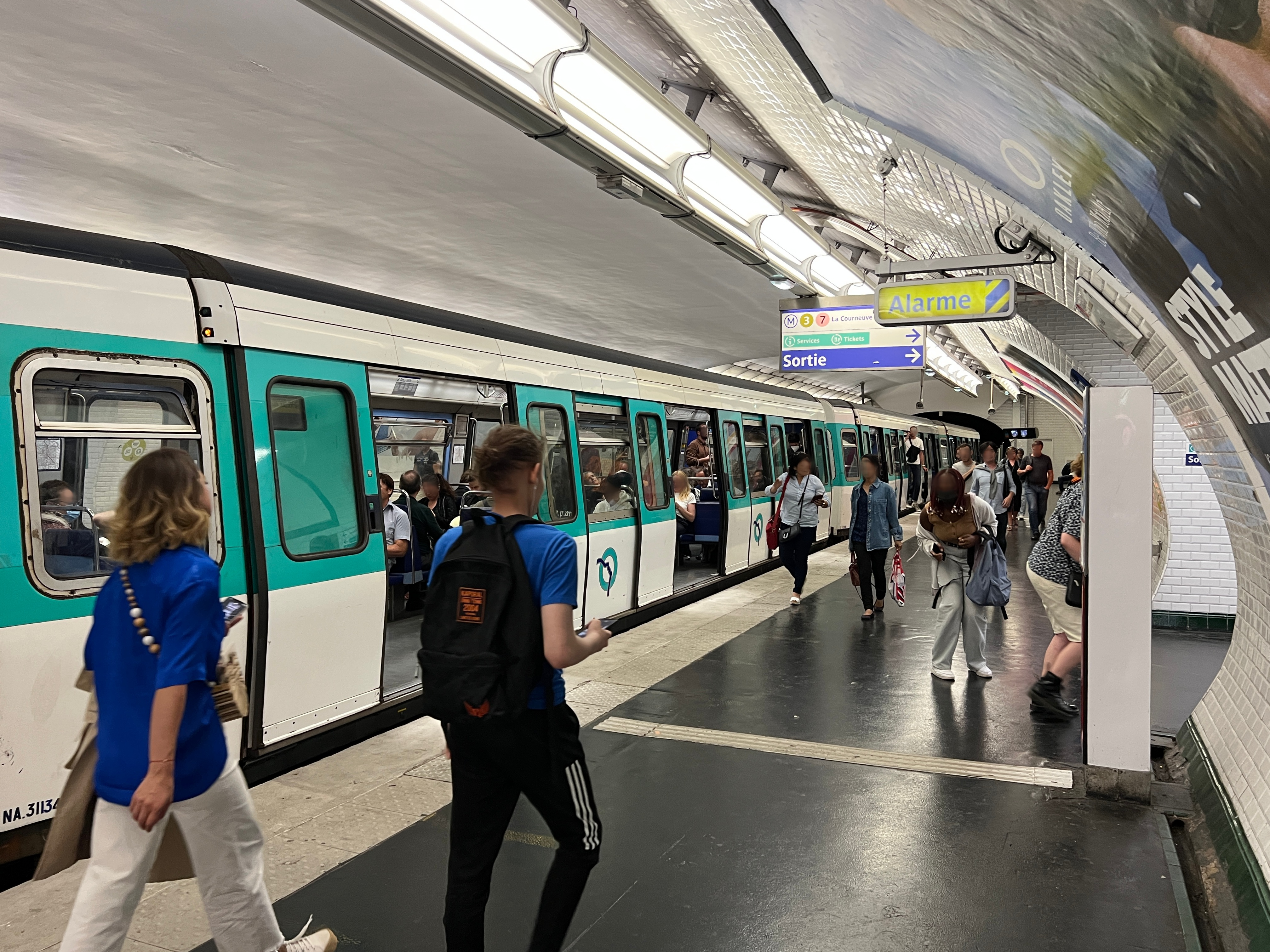
سکو خط ۸ متروی پاریس
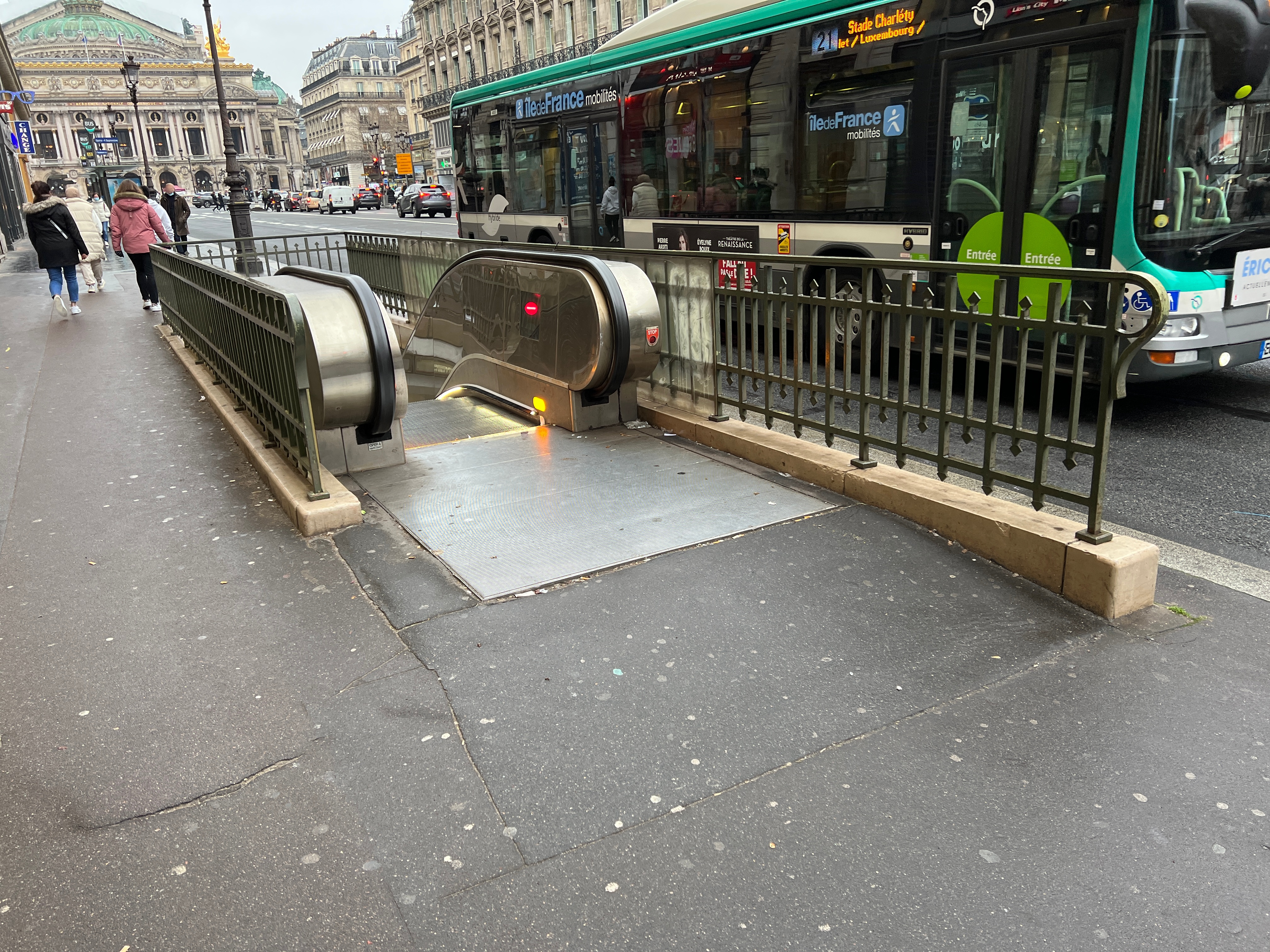
ورودی